# المعهد العالمي للأمن النووي
المعهد العالمي للأمن النووي هو منظمة عضوية دولية غير حكومية تقع في فيينا بالنمسا.

## المهام
مهمته أن يكون رائد في مجال تبادل المعرفة والتطوير المهني وإصدار الشهادات لإدارة الأمن والسلامة النووية. وبهذه الصفة يركز نظام المعهد العالمي للأمن النووي على المستوى التشغيلي للمرخص لهم والمنظمين وغيرهم من أصحاب المصلحة المتشابهين بدلاً من التركيز على مستوى الدولة والذي يعد من اختصاص الوكالة الدولية للطاقة الذرية.

## آلية العمل
لتنفيذ مهمته يوفر المعهد العالمي للأمن النووي مجموعة واسعة من الخدمات التي تركز على أربعة مجالات رئيسية وهي:
- ورش العمل والتدريب.
- أكاديمية المعهد العالمي للأمن النووي.
- مركز المعرفة.
- التقييم.

وبهذه المهام، نشر المعهد العالمي للأمن النووي أكثر من 36 دليل إرشادي حول أفضل الممارسات الدولية والعديد من التقارير الخاصة.
كما ينظم ورش عمل ودورات تدريبية حول العالم ويقدم خدمات التقييم التي تساعد أصحاب التراخيص للمواد النووية والمواد المشعة الأخرى على تقييم مدى نضج برنامجهم الأمني وقياس النتائج.

## الأكاديمية
توفر أكاديمية المعهد العالمي للأمن النووي التدريب المهني والشهادات للأشخاص ذوي المسؤوليات الأمنية النووية.

## العضوية
اعتبارًا من أكتوبر 2018 كان لدى المعهد العالمي للأمن النووي أكثر من 5000 عضو في مجالات متعددة مثل الصناعة النووية الخاصة والمنظمات غير الربحية والأوساط الأكاديمية والوكالات الحكومية والمختبرات الوطنية.